# 1888年全米選手権 (テニス)
1888年 全米選手権（1888ねんぜんべいせんしゅけん）に関する記事。

## 大会の流れ
- 本年度の実施競技は、男子シングルス・男子ダブルス・女子シングルスの3部門であった。1889年から女子ダブルスが加わり、混合ダブルスは1892年から公式競技になった。
- 1881年から1967年まで、全米選手権は各部門が個別の名称を持ち、大会会場も別々のテニスクラブで開かれた。これが他の3つのテニス4大大会と大きく異なる点である。
  - 男子シングルス　名称：全米シングルス選手権（U.S. National Singles Championship）／会場：ロードアイランド州、ニューポート・カジノ　（最初の会場と同じ）
  - 男子ダブルス　名称：全米ダブルス選手権（U.S. National Doubles Championship）／会場：ニューヨーク州、スタッテンアイランド・クリケット・クラブ　（会場を移転。1888年・1889年の2年間だけ）
  - 女子シングルス　名称：全米女子シングルス選手権（U.S. Women's National Singles Championship）／会場：ペンシルベニア州、フィラデルフィア・クリケット・クラブ
- 男女シングルスでは、「チャレンジ・ラウンド」（Challenge Round, 挑戦者決定戦）と「オールカマーズ・ファイナル」（All-Comers Final）で優勝を決定した。男子シングルスでは第4回大会の1884年から実施されてきたが、女子シングルスは本年の第2回大会から行われた。
  - 大会前年度優勝者を除く選手は「チャレンジ・ラウンド」に出場し、前年度優勝者への挑戦権を争う。前年度優勝者は、無条件で「オールカマーズ・ファイナル」に出場できる。チャレンジ・ラウンドの勝者と前年度優勝者による「オールカマーズ・ファイナル」で、当年度の選手権優勝者を決定した。
  - 男子シングルス前年度優勝者のリチャード・シアーズが、1887年を最後に現役を引退した。前年度優勝者が出場しなかった場合は「オールカマーズ・ファイナル」がなくなるため、チャレンジ・ラウンドの決勝結果を優勝記録表に掲載する。
- 競技ルールは、基本的にはウィンブルドン選手権に準拠して実施された。ただし、男子シングルスでは一方が2ゲーム勝ち越すまでセットを続けたが、女子シングルスではしばらくの間「6-5」のゲームカウントでセットを決めていた。
- 初期の全米選手権のように、外国人出場者が少なかった時期は、地元アメリカ人選手の国籍表示を省略する。

## 大会前年度優勝者
- 男子シングルス：リチャード・シアーズ　［大会不参加、現役引退］
- 男子ダブルス：リチャード・シアーズ＆ジェームズ・ドワイト　［シアーズが現役引退］
- 女子シングルス：エレン・ハンセル

## 男子シングルス

### チャレンジラウンド
準々決勝
- ヘンリー・スローカム vs. ジェームズ・ドワイト　4-6, 6-3, 6-0, 6-2
- オリバー・キャンベル vs. エンピー・ライト　4-6, 6-3, 1-6, 8-6, 6-2
- フィリップ・シアーズ vs. ジョン・ライアソン　8-6, 6-0, 6-4
- ハワード・テーラー vs. アーサー・ウィリストン　6-2, 6-3, 7-5

準決勝
- ヘンリー・スローカム vs. オリバー・キャンベル　6-2, 6-3, 6-4
- ハワード・テーラー vs. フィリップ・シアーズ　5-7, 6-4, 6-2, 6-2

決勝
- ヘンリー・スローカム vs. ハワード・テーラー　6-4, 6-1, 6-0　（ここで優勝決定。スローカムが本大会の優勝者になる）

## 女子シングルス

### チャレンジラウンド
1回戦
- マリオン・ライト vs. グレース・ルーズベルト　6-2, 6-3
- バイオレット・ウォード　試合なし → 準々決勝へ
- バーサ・タウンゼント vs. ヘレン・デイ・ハリス　6-4, 6-0
- アデライン・ロビンソン vs. ロバーツ　6-3, 6-4
- エレン・ルーズベルト vs. ジョンソン　6-3, 6-0

準々決勝
- マリオン・ライト vs. バイオレット・ウォード　6-0, 6-5
- バーサ・タウンゼント　試合なし → 準決勝へ
- アデライン・ロビンソン vs. エレン・ルーズベルト　6-4, 3-6, 6-3

準決勝
- マリオン・ライト　試合なし → 準決勝へ
- バーサ・タウンゼント vs. アデライン・ロビンソン　1-6, 6-5, 6-3

決勝
- バーサ・タウンゼント vs. マリオン・ライト　6-2, 6-2

### オールカマーズ決勝
- バーサ・タウンゼント vs. エレン・ハンセル　6-3, 6-5　（タウンゼントが本大会の優勝者になる）

## 決勝戦の結果
- 男子シングルス：ヘンリー・スローカム vs. ハワード・テーラー　6-4, 6-1, 6-0　［チャレンジラウンド決勝］
- 男子ダブルス：オリバー・キャンベル＆バレンティン・ホール vs. クラレンス・ホバート＆エドワード・マクマレン　6-4, 6-2, 6-4
- 女子シングルス：バーサ・タウンゼント vs. エレン・ハンセル　6-3, 6-5　［オールカマーズ決勝］